# حمیدیه (پوزانتی)
حمیدیه (به ترکی استانبولی: Hamidiye) یک منطقهٔ مسکونی در ترکیه است که در پوزانتی واقع شده‌است.